# Perruche à ailes d'or
Psephotellus chrysopterygius
Espèce
Statut de conservation UICN

 EN B1ab(i,ii,iii,v) : En danger
Statut CITES
Synonymes
- Psephotus chrysopterygius

La Perruche à ailes d'or (Psephotellus chrysopterygius) est une espèce d'oiseaux de la famille des Psittacidae.

## Description

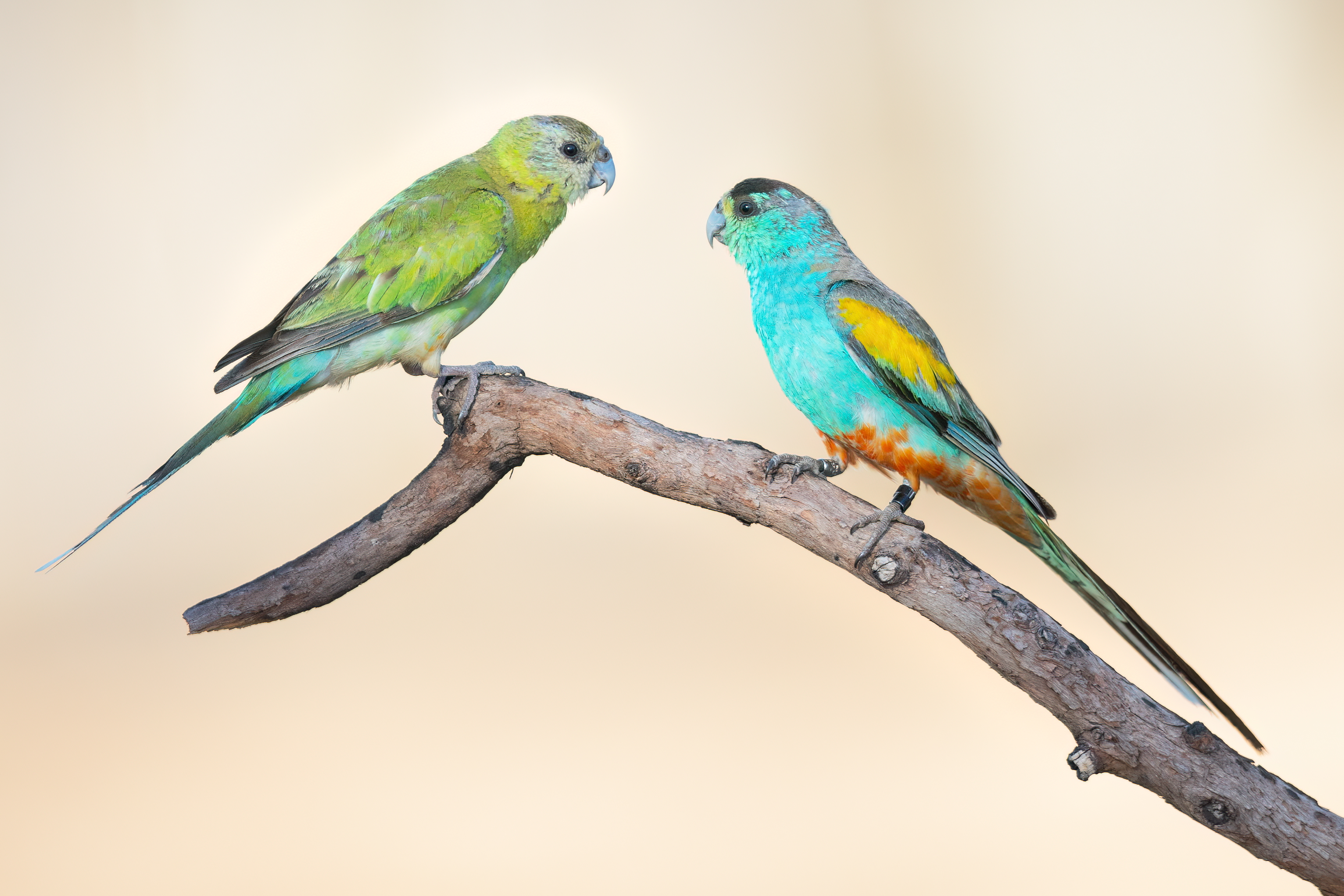
Perruches à ailes d'or femelle (plumes vertes, à gauche) et mâle (plumes bleues et jaunes, à droite). Septembre 2022.

Elle mesure 26 cm pour un poids de 55 g. Elle est de couleur bleue avec un sommet de la tête noire, un ventre rouge, un dos et des ailes violettes avec une grande bande dorée sur les ailes. La queue est brun foncé. La femelle a une teinte dominante verte.

## Répartition et habitat
Elle vit dans les forêts clairsemées de la peninsule du cap York.

## Alimentation
Elle se nourrit de graines.

## Reproduction
Elle fait son nid dans les termitières. Elle couve 4 à 6 œufs pendant 20 jours.

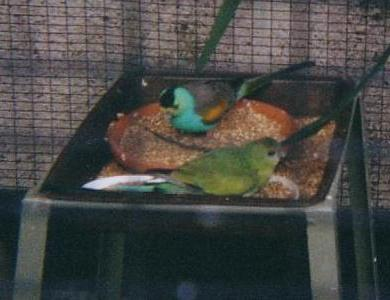
un couple
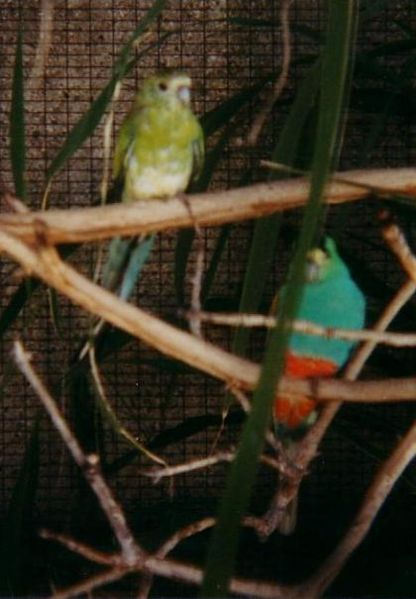
en captivité